# Ranunculus uncostigma
Ranunculus uncostigma är en ranunkelväxtart som beskrevs av Merrill och Perry. Ranunculus uncostigma ingår i släktet ranunkler, och familjen ranunkelväxter. Inga underarter finns listade i Catalogue of Life.